# UFC on ESPN: Hall vs. Strickland
UFC on ESPN: Hall vs. Strickland (conosciuto anche come UFC on ESPN 28, oppure UFC Vegas 33) è stato un evento di arti marziali miste tenuto dalla Ultimate Fighting Championship 1l 31 luglio 2021 all'UFC APEX di Las Vegas, negli Stati Uniti.

## Risultati
|                  | Divisione               |                     |                 |                 | Metodo                                        | Round           | Tempo           | Premio          |
| Card Principale  | Card Principale         | Card Principale     | Card Principale | Card Principale | Card Principale                               | Card Principale | Card Principale | Card Principale |
| ---------------- | ----------------------- | ------------------- | --------------- | --------------- | --------------------------------------------- | --------------- | --------------- | --------------- |
|                  | Pesi medi               | Sean Strickland     | batte           | Uriah Hall      | Decisione unanime (50–44, 50–45, 49–46)       | 5               | 5:00            |                 |
|                  | Pesi paglia femminili   | Cheyanne Buys       | batte           | Glória de Paula | KO tecnico (calcio alla testa e pugni)        | 1               | 1:00            | POTN            |
|                  | Pesi welter             | Jared Gooden        | batte           | Niklas Stolze   | KO (pugno)                                    | 1               | 1:08            |                 |
|                  | Pesi piuma              | Melsik Baghdasaryan | batte           | Collin Anglin   | KO tecnico (calcio alla testa e pugni)        | 2               | 1:50            | POTN            |
|                  | Pesi welter             | Jason Witt          | batte           | Bryan Barberena | Decisione maggioritaria (28–28, 29–27, 29–28) | 3               | 5:00            | FOTN            |
| Card Preliminare |                         |                     |                 |                 |                                               |                 |                 |                 |
|                  | Pesi leggeri            | Chris Gruetzemacher | batte           | Rafa Garcia     | Decisione unanime (29–28, 29–28, 29–28)       | 3               | 5:00            |                 |
|                  | Pesi piuma              | Kai Kamaka III      | vs.             | Danny Chavez    | Pareggio maggioritario (29–27, 28–28, 28–28)  | 3               | 5:00            |                 |
|                  | Pesi paglia femminili   | Jinh Yu Frey        | batte           | Ashley Yoder    | Decisione unanime (30–27, 30–27, 30–27)       | 3               | 5:00            |                 |
|                  | Pesi mosca              | Zarrukh Adashev     | batte           | Ryan Benoit     | Decisione unanime (30–27, 30–27, 29–28)       | 3               | 5:00            |                 |
|                  | Catchweight (173.5 lbs) | Phil Rowe           | batte           | Orion Cosce     | KO tecnico (pugni)                            | 2               | 4:21            |                 |

## Premi
I lottatori premiati ricevettero un bonus di 50.000 dollari.
Legenda:
- FOTN: Fight of the Night (vengono premiati entrambi gli atleti per il miglior incontro dell'evento)
- POTN: Performance of the Night (viene premiato il vincitore per la migliore performance dell'evento)